# Pontificia Universidad Católica de Chile
Pontificia Universidad Católica de Chile är ett universitet i Santiago i Chile. En chilensk idrottsklubb, Club Deportivo Universidad Católica, mest känd för sitt professionella fotbollslag, är uppkallad efter universitetet.